# Музей коньячного дела Н. Л. Шустова
Музей коньячного дела Шустова («Музей Коньячного Искусства Шустова») — музей при Одесском коньячном заводе, входящем в международный алкогольный холдинг Global Spirits. Посвящён истории завода, истории династии Шустовых, технологии производства коньяка (бренди), коньячному делу в Одессе. Групповые и индивидуальные экскурсии по музею проводятся с дегустацией коньяков различной выдержки. Оригинальный интерьер музея, который расположен фактически в подвале (подземном цехе) Одесского коньячного завода, выполнил известный украинский архитектор и дизайнер Денис Беленко. В 2015 году Музей был занесен на туристическую карту винных маршрутов, составленную Ассоциацией по культурно-туристическому обмену при Совете Европы (АСТЕ).

## Интересные факты
- Погреба завода, в которых сегодня, в частности, располагается музей, раньше соединялись с катакомбами. До революции через подземные выработки в них проникали предприимчивые жители Молдаванки, расхищая алкогольные богатства завода. Сейчас катакомбы под заводом запульпированы, как и нижний ярус погребов. Осталась только ведущая вниз лифтовая шахта, и посетители кидают в нее монетки — «чтобы вернуться»[3].

## Из экспозиции

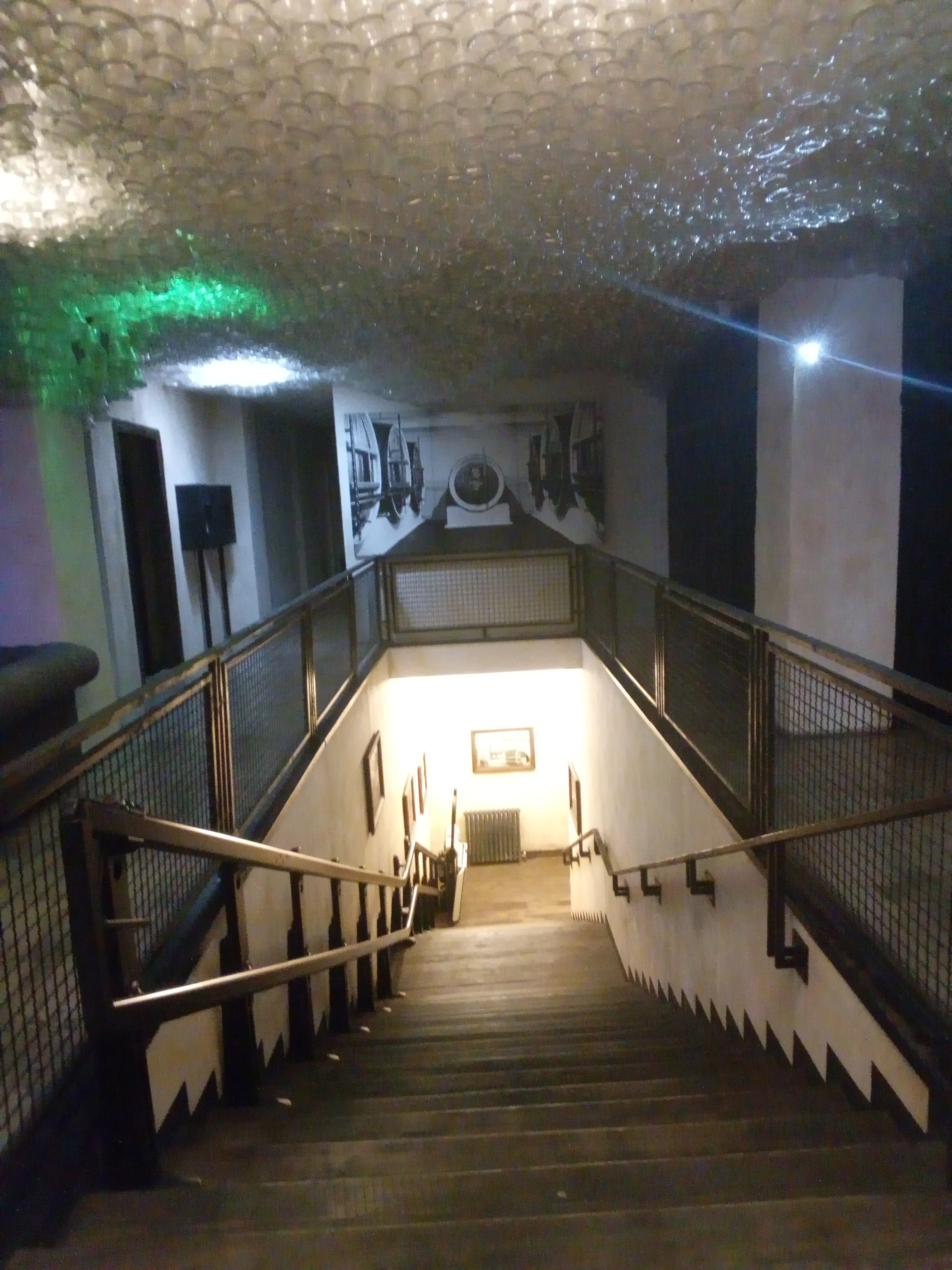
Спуск в Музей Шустова
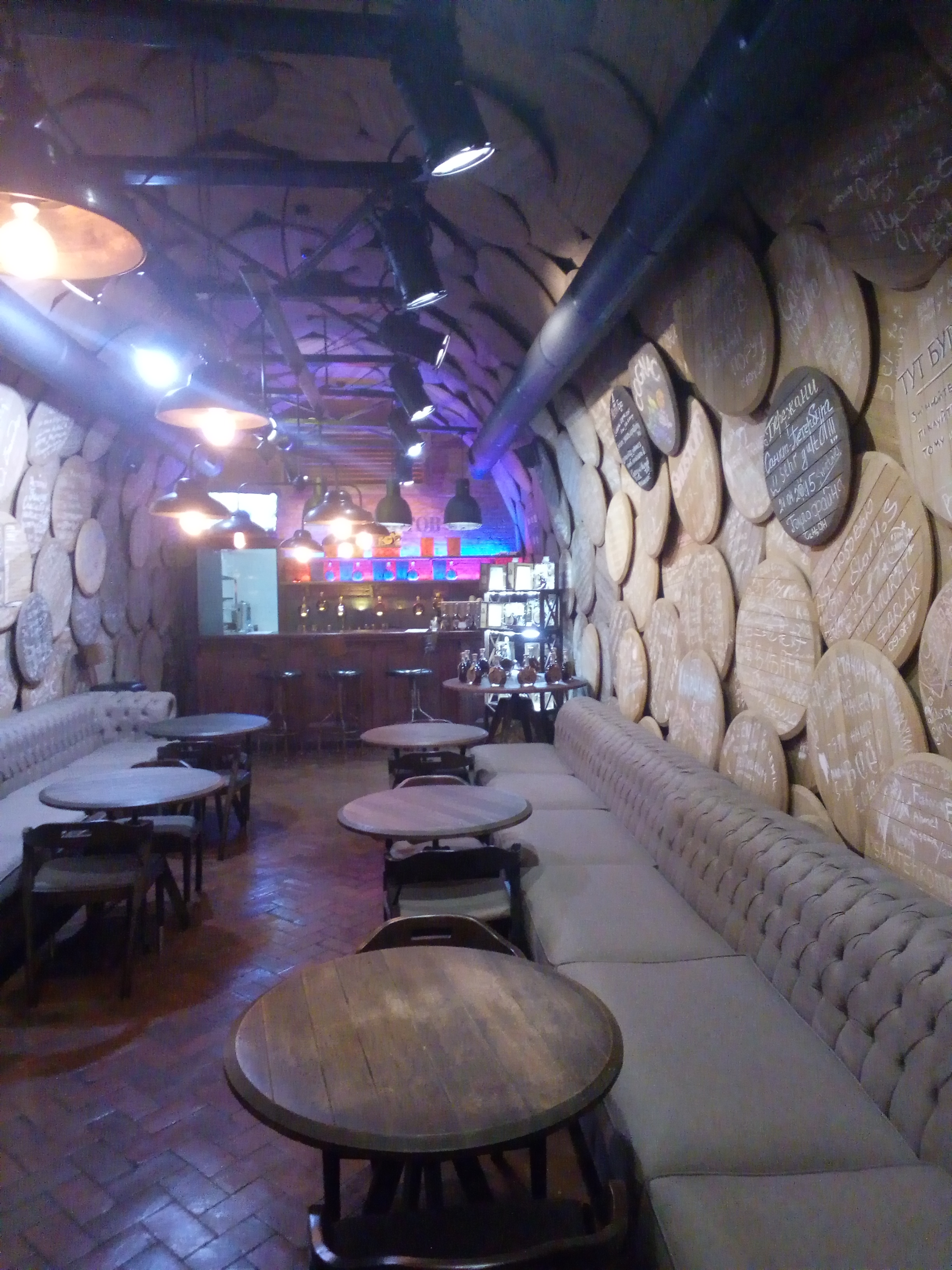
Бар Музея Шустова
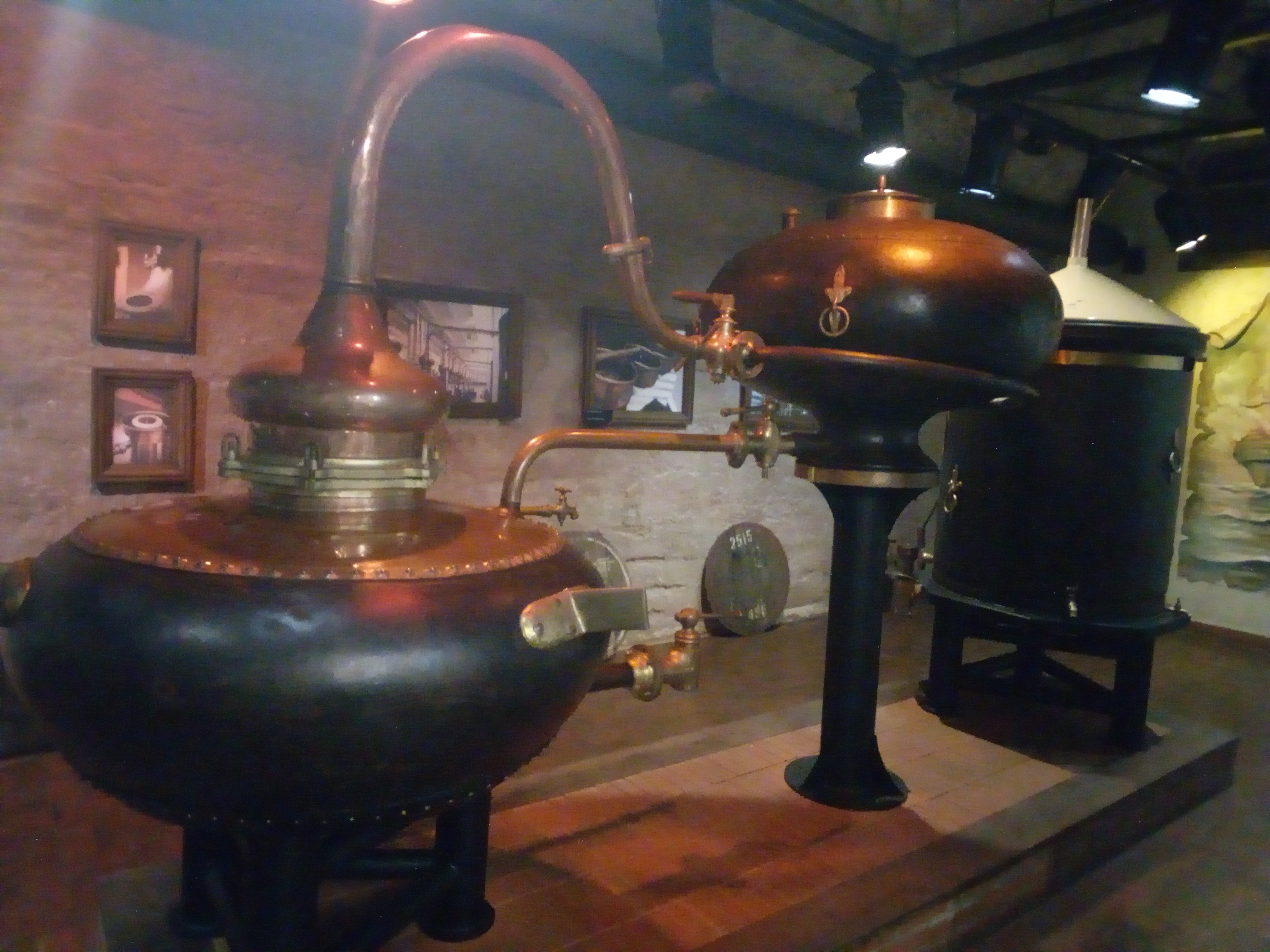
Перегонный аппарат в Музее Шустова
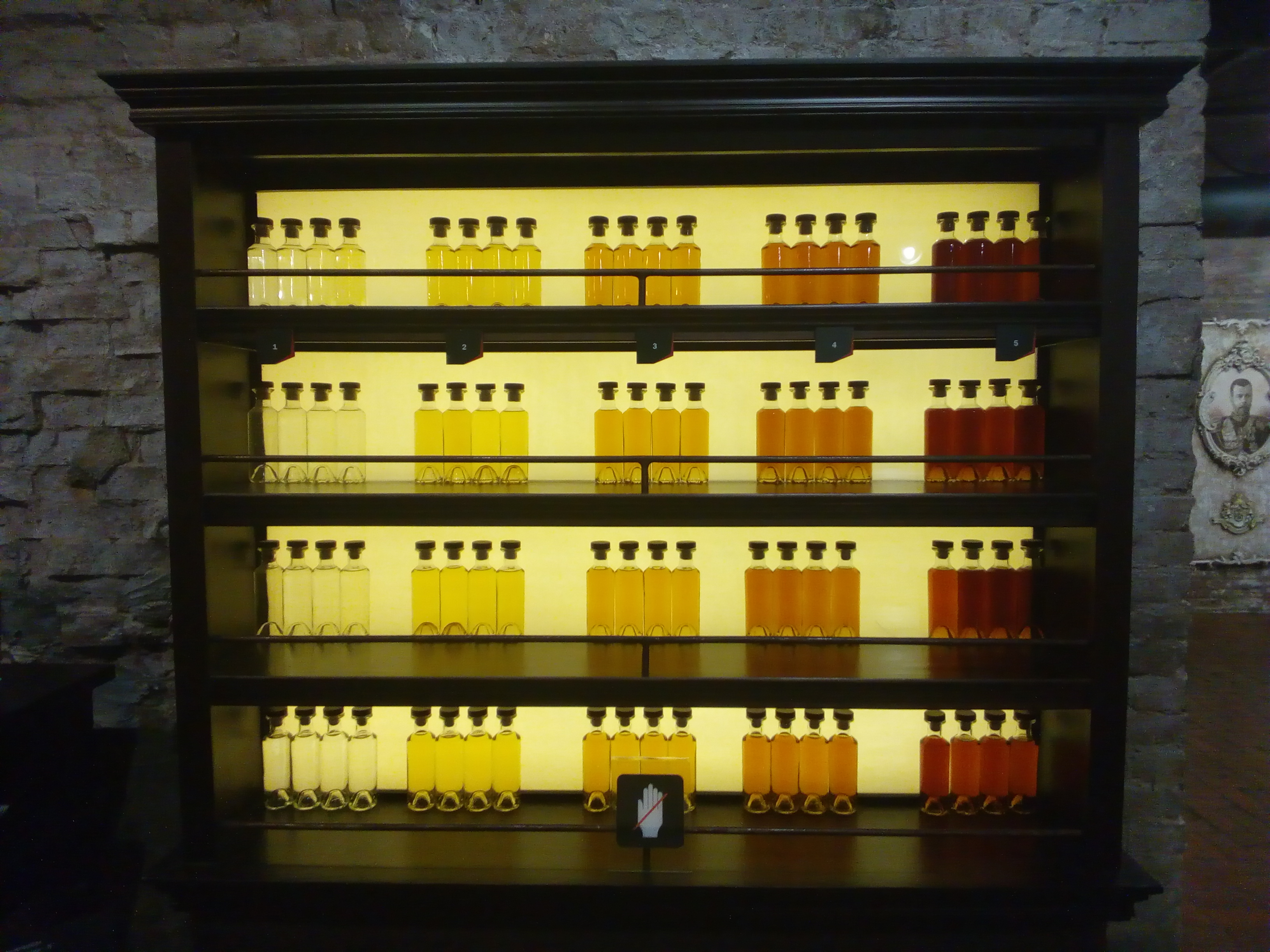
Коньячные спирты различной выдержки
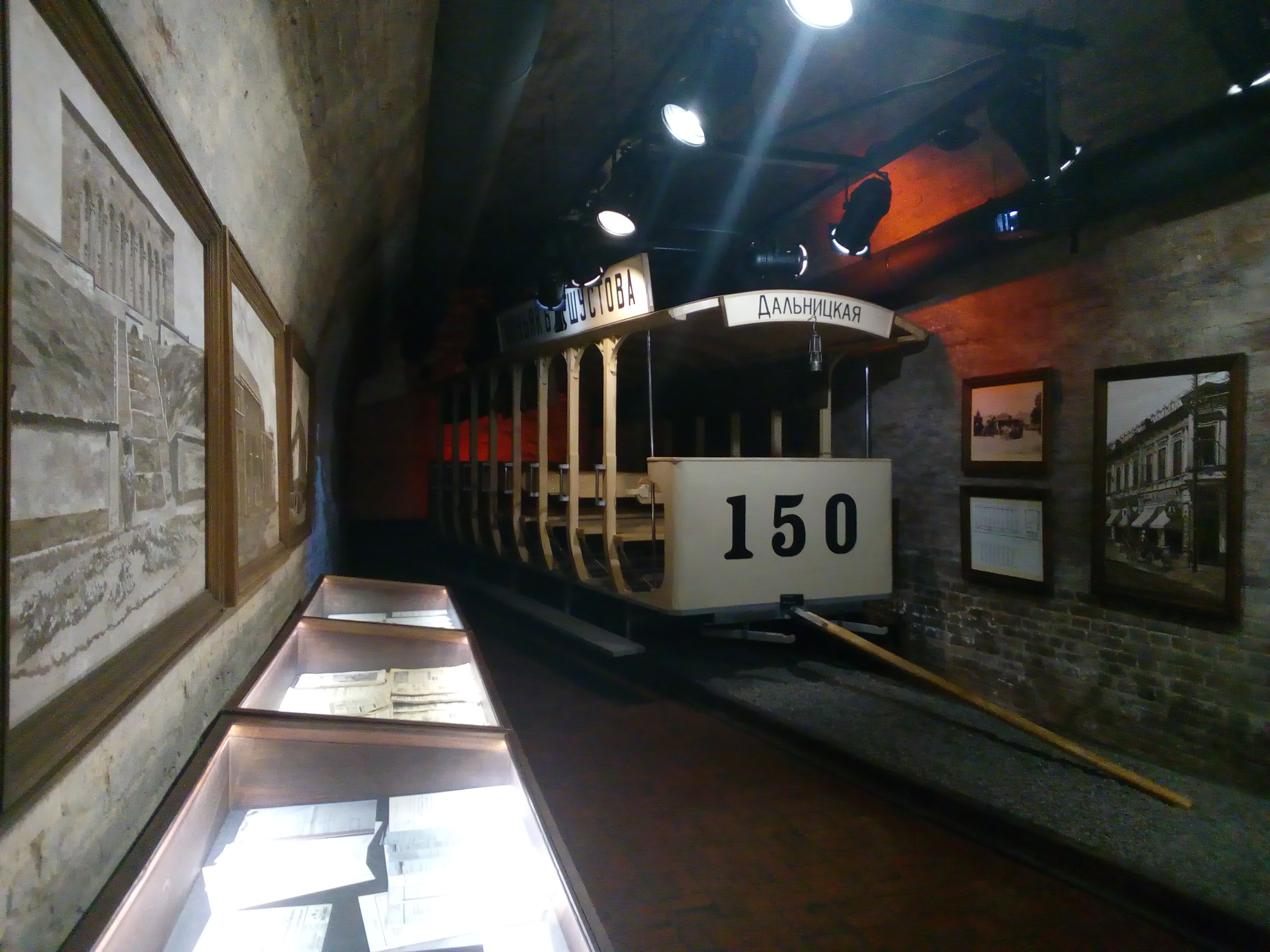
Музей Шустова, старая Одесса
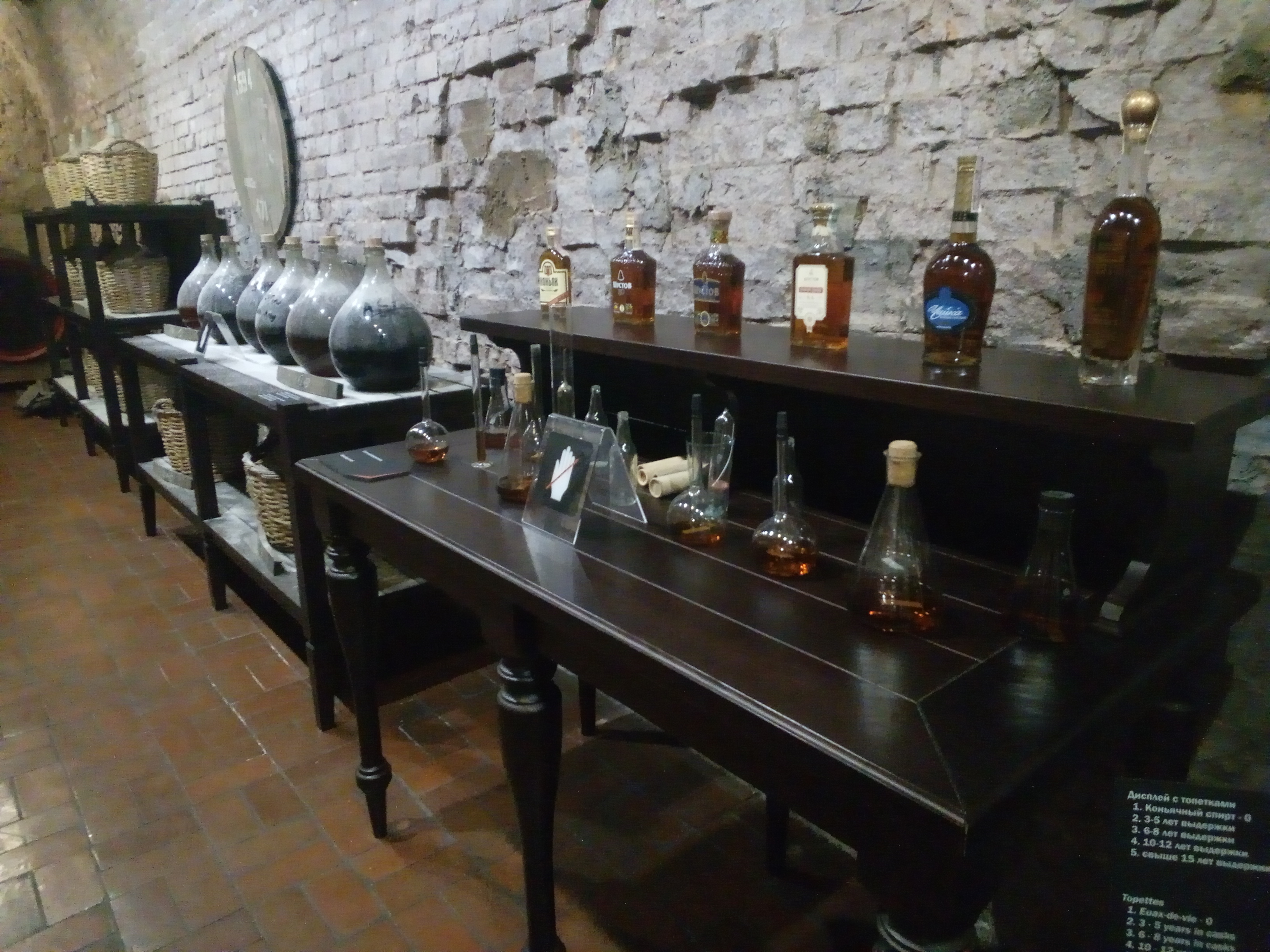
Коньяки Шустова
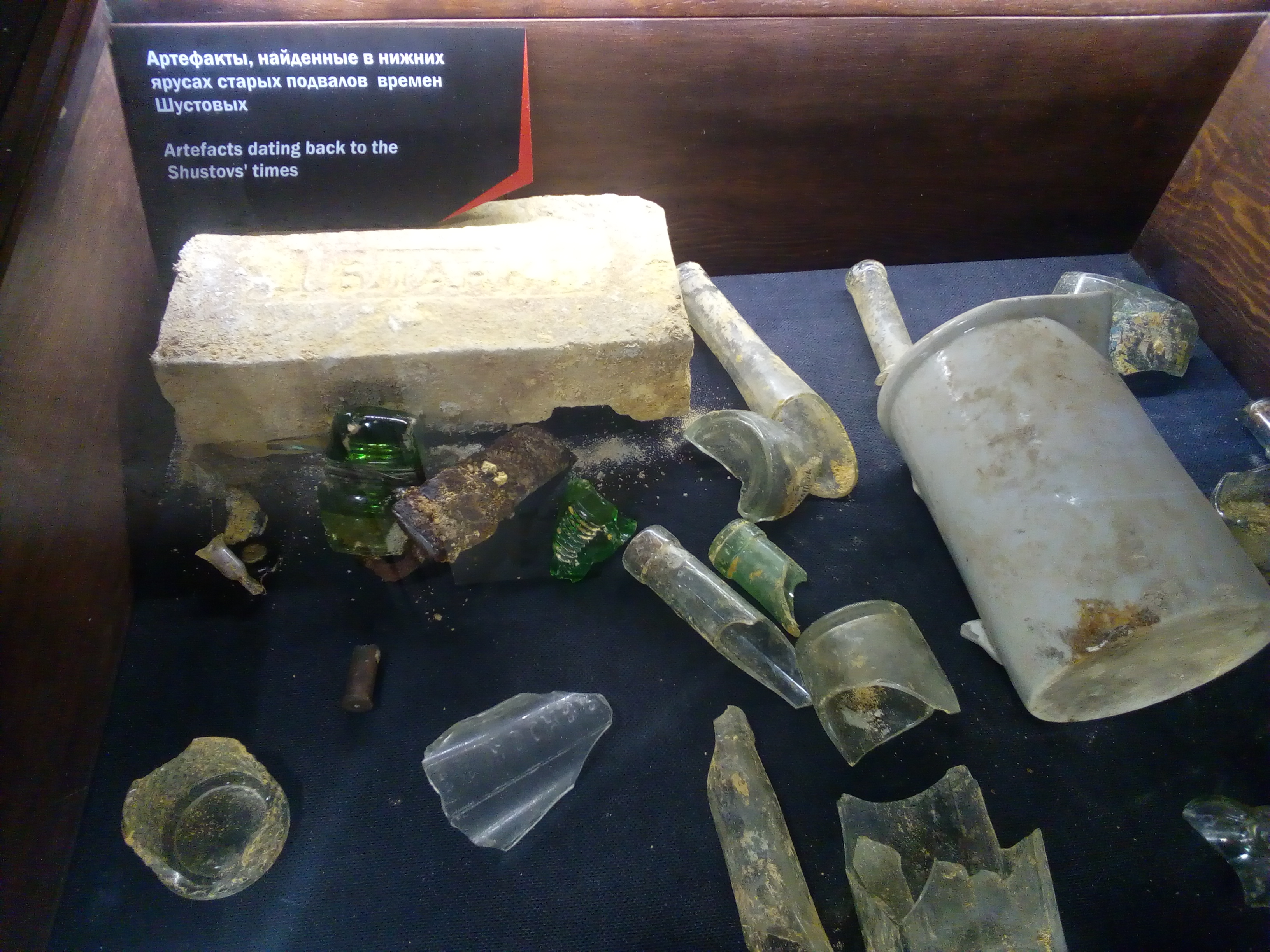
Артефакты из катакомб
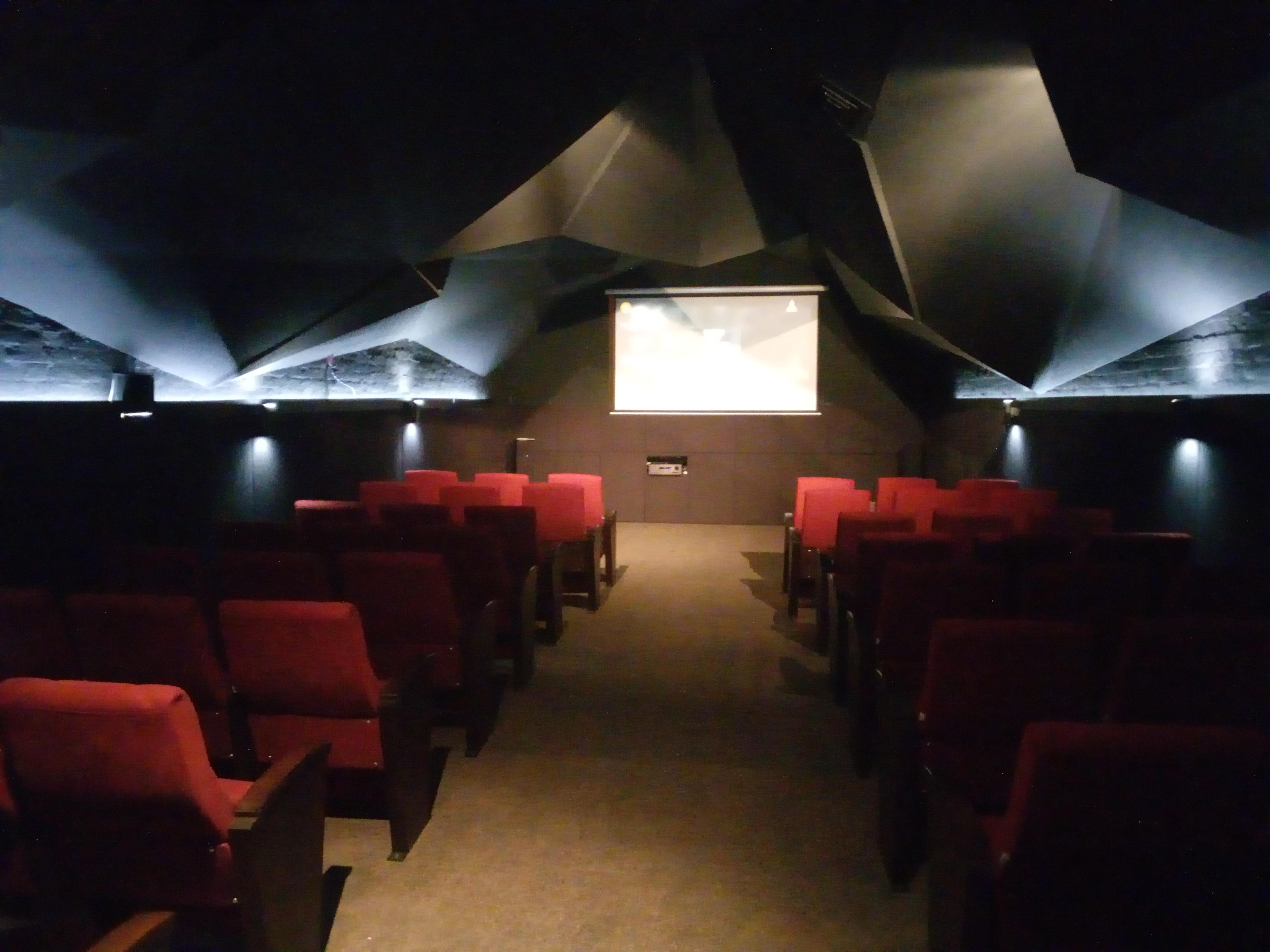
Лекторий Музея Шустова
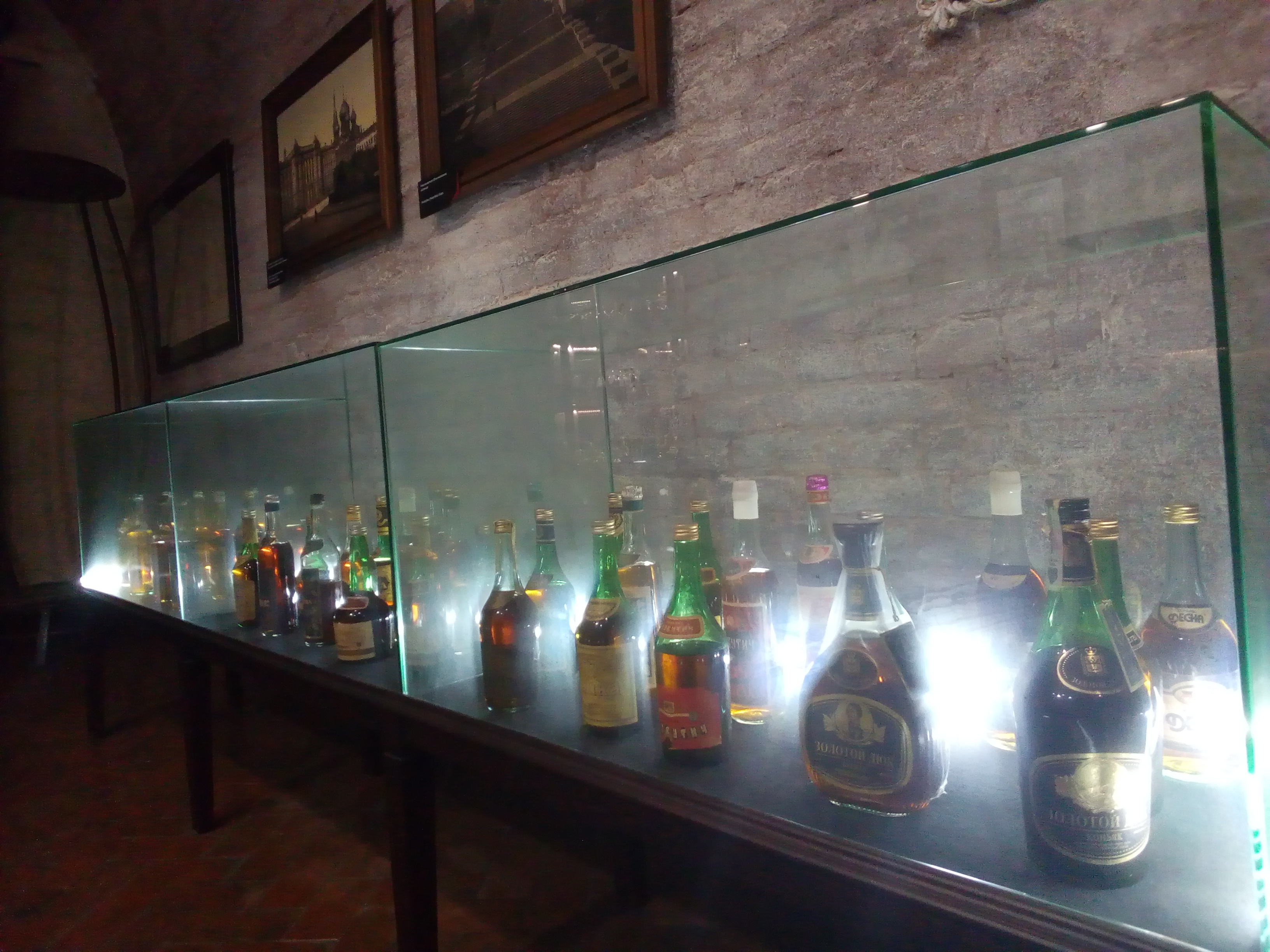
История продукции